# CSRD
Dyrektywa CSRD (Corporate Sustainability Reporting Directive), dyrektywa o sprawozdawczości przedsiębiorstw w zakresie zrównoważonego rozwoju – unijna regulacja mająca na celu rozszerzenie obowiązków sprawozdawczości przedsiębiorstw w zakresie zrównoważonego rozwoju. Wprowadzona w grudniu 2022 roku, zastąpiła wcześniejszą Dyrektywę NFRD (Non-Financial Reporting Directive), wprowadzając bardziej szczegółowe i rygorystyczne wymogi dotyczące ujawniania informacji na temat kwestii środowiskowych, społecznych oraz ładu korporacyjnego (ESG).

## Zakres podmiotowy
Dyrektywa CSRD znacząco rozszerza krąg podmiotów zobowiązanych do raportowania informacji niefinansowych. Obejmuje teraz wszystkie duże przedsiębiorstwa oraz małe i średnie spółki giełdowe, które spełniają co najmniej dwa z następujących kryteriów:
- Suma bilansowa przekraczająca 20 mln EUR.
- Przychody netto powyżej 40 mln EUR.
- Zatrudnienie średnioroczne powyżej 250 pracowników.

Oznacza to, że około 50 000 przedsiębiorstw w Unii Europejskiej będzie objętych nowymi wymogami sprawozdawczymi, w porównaniu z około 11 700 podmiotami objętymi wcześniejszą dyrektywą NFRD.

## Standardy raportowania
Komisja Europejska, we współpracy z Europejską Grupą Doradczą ds. Sprawozdawczości Finansowej (EFRAG), opracowała Europejskie Standardy Sprawozdawczości Zrównoważonego Rozwoju (ESRS). Standardy te mają na celu ujednolicenie prezentacji danych ESG, co ułatwi ich analizę i porównywalność. Przedsiębiorstwa są zobowiązane do ujawniania informacji na temat strategii zrównoważonego rozwoju, polityk, celów oraz wyników w obszarach takich jak zmiany klimatyczne, prawa człowieka czy korupcja.

## Wdrożenie i terminy
Państwa członkowskie Unii Europejskiej miały obowiązek implementacji dyrektywy CSRD do prawa krajowego do 1 grudnia 2023 roku. Obowiązek raportowania zgodnie z nowymi standardami będzie wprowadzany stopniowo:
- Od 1 stycznia 2024 roku dla jednostek zainteresowania publicznego zatrudniających powyżej 500 pracowników.
- Od 1 stycznia 2025 roku dla pozostałych dużych przedsiębiorstw.
- Od 1 stycznia 2026 roku dla małych i średnich przedsiębiorstw notowanych na giełdzie.

Pierwsze raporty zgodne z CSRD będą publikowane w 2025 roku za rok obrotowy 2024.

## Znaczenie dla przedsiębiorstw
Wprowadzenie dyrektywy CSRD oznacza dla przedsiębiorstw konieczność dostosowania systemów zarządzania i sprawozdawczości do nowych wymogów. Firmy muszą zapewnić odpowiednią jakość i kompletność danych ESG, co może wiązać się z dodatkowymi inwestycjami w systemy informacyjne oraz szkolenia personelu. Jednocześnie transparentność w obszarze zrównoważonego rozwoju może przynieść korzyści w postaci zwiększonego zaufania inwestorów, klientów oraz innych interesariuszy.

## Krytyka i wyzwania
Pomimo pozytywnych aspektów, dyrektywa CSRD spotkała się z krytyką ze strony niektórych przedsiębiorstw i organizacji. Wskazują one na zwiększone obciążenia administracyjne oraz koszty związane z wdrożeniem nowych wymogów sprawozdawczych. Niektóre firmy obawiają się, że nadmierna biurokracja może hamować ich konkurencyjność na rynku globalnym.